# La Paloma (EP, 1961)
La Paloma ist das 18. Extended-Play-Album des österreichischen Schlagersängers Freddy Quinn, das 1961 im Musiklabel Polydor (Nummer 21 906 EPH) erschien und spanische Titel beinhaltete. Alle vier Titel wurden von Quinn auf anderen Tonträgern auch auf Deutsch gesungen. Herstellung und Vertrieb erfolge durch Fonogram S.A. sowie der Druck durch ALG – Madrid.

## Plattencover
Auf dem Plattencover ist Freddy Quinn auf Fischernetzen sitzend zu sehen, die sich auf einem Schiff befinden. Er trägt ein Hemd und eine Hose in der gleichen Farbe sowie Stiefel.  Das Plattencover des Vorgängeralbums J’ai besoin de ton amour ist ähnlich gestaltet, dort ist nur das Meer als Hintergrund zu sehen. Bei La Paloma hingegen sind größere Teile des Schiffs, unter anderem ein Rettungsring und ein Schiffsmast ersichtlich.

## Musik
La Paloma (deutsch Die Taube) ist eine Habanera, die vom spanisch-baskischen Komponisten Sebastián de Yradier (1809–1865) komponiert und um 1863 erstmals gesungen wurde. Das Arrangement stammt von Franz Josef Breuer. Die deutsche Version war eine von Quinns Millionenhits.
Sólo El Viento ist eine spanische Übersetzung von Quinns Lied Nur der Wind, das von Lotar Olias, Aldo von Pinelli und Günter Loose geschrieben wurde.
¿Qué Hacemos Con El Marinero? ist eine spanische Übersetzung des Shantys Drunken Sailor – dessen Melodie wiederum wurde dem Protestlied Oró Sé do Bheatha ’Bhaile entnommen. Auch diese Fassung wurde von Franz Josef Breuer arrangiert.
Nubes, Viento y Velas Blancas ist die spanische Fassung von Wolken, Wind Und Wogen von Lotar Olias und Walter Rothenburg, das Quinn auf seinem Studioalbum Freddy auf großer Fahrt veröffentlichte.

## Titelliste
Das Album beinhaltet folgende vier Titel:
- Seite 1

1. La Paloma
2. Sólo El Viento

- Seite 2

1. ¿Qué Hacemos Con El Marinero?
2. Nubes, Viento y Velas Blancas